# Donald O. Wright
Donald Orr Wright Sr. (* 18. November 1892 in Minneapolis, Minnesota; † 24. Juli 1985 in St. Louis Park, Minnesota) war ein US-amerikanischer Politiker. In den Jahren 1954 und 1955 war er kommissarischer Vizegouverneur des Bundesstaates Minnesota.

## Werdegang
Donald Wright besuchte zunächst die University of Minnesota. Nach einem anschließenden Jurastudium am Northwestern College of Law in Minneapolis und seiner Zulassung als Rechtsanwalt begann er in diesem Beruf zu arbeiten. Gleichzeitig schlug er als Mitglied der Republikanischen Partei eine politische Laufbahn ein. Von 1924 bis 1926 gehörte er dem Staatsvorstand seiner Partei an; im Juni 1940 nahm er als Delegierter an der Republican National Convention in Philadelphia teil. Zwischen 1927 und 1934 war er Abgeordneter im Repräsentantenhaus von Minnesota, von 1935 bis 1970 gehörte er dem Staatssenat an. In beiden Kammern saß er in mehreren Ausschüssen. Im Jahr 1954 war er als President Pro Tempore geschäftsführender Vorsitzender des Senats.
Nach dem Rücktritt von Vizegouverneur Ancher Nelsen wurde entsprechend der Staatsverfassung der President Pro Tempore des Staatssenats, Donald Wright, kommissarischer Vizegouverneur. Dieses Amt bekleidete er in den Jahren 1954 und 1955. Dabei war er Stellvertreter von Gouverneur C. Elmer Anderson und offizieller Vorsitzender des Staatssenats. Nach seiner Zeit als Vizegouverneur war er bis 1970 weiterhin Senator. Donald Wright gehört zu den am längsten im Senat von Minnesota dienenden Senatoren in der Geschichte dieses Staates. Er starb am 24. Juni 1985 in St. Louis Park.